# Fil·lotungstita
La fil·lotungstita és un mineral de la classe dels sulfats.

## Característiques
La fil·lotungstita és un wolframat de fórmula química (H₂O,M)x(W,Fe)(O,OH)₃·yH₂O, on M pot ser Ca, Cs, Pb o K). Estructural i químicament és similar a la pittongita. Va ser aprovada com a espècie vàlida per l'Associació Mineralògica Internacional l'any 1984. Cristal·litza en el sistema hexagonal. Els cristalls són aplanats en {001}, de fins a 0,25 mm, mostrant {100}, {010}, {110} i {001}, en agregats radials i crostes escamoses. La seva duresa a l'escala de Mohs és 2.
Segons la classificació de Nickel-Strunz, la fil·lotungstita pertany a «07.GB - Molibdats, wolframats i niobats, amb anions addicionals i/o H₂O» juntament amb els següents minerals: lindgrenita, szenicsita, cuprotungstita, UM1999-38-WO:CrV, rankachita, ferrimolibdita, anthoinita, mpororoïta, obradovicita-KCu, mendozavilita-NaFe, paramendozavilita i tancaïta-(Ce).

## Formació i jaciments
És un mineral secundari poc comú a la zona oxidada d'un dipòsit hidrotermal polimetàl·lic de barita-fluorita. Sol trobar-se associada a altres minerals com: ferritungstita, scheelita, pirita, fluorita, hematites, quars. Va ser descoberta l'any 1984 a la mina Clara, a la vall de Rankach, a Oberwolfach (Selva Negra, Baden-Württemberg, Alemanya), l'únic indret on ha estat trobada.